# Pharetrophora mongolica
Pharetrophora mongolica là một loài tò vò trong họ Ichneumonidae.